# Théo Pierrot
Théo Pierrot (Nancy, 1 januari 1994) is een Frans voetballer die sinds 2015 uitkomt voor RFC Seraing waar hij aanvoerder is van zijn team. Pierrot speelt bij voorkeur als verdedigende middenvelder.

## Carrière
Pierrot genoot zijn opleiding bij FC Metz, in 2011 debuteerde hij voor het B-team van de club waar hij 4 seizoenen zijn wedstrijden voor speelde. De stap maken naar het eerste elftal bleef echter uit. In 2015 maakte Pierrot de overstap naar de Belgische tweedeklasser RFC Seraing. In zijn eerste seizoen bij de club kon degradatie naar de Eerste Klasse Amateurs echter niet afgewend worden. In het seizoen 2019/20 slaagde Pierrot er met Seraing in om opnieuw te promoveren. Seraing zal zo vanaf het seizoen 2020/21 uitkomen in de Eerste klasse B, het op één na hoogste niveau in België. Eind juni 2020 verlengde hij zijn contract bij Seraing tot juni 2022.
1 Galjé ·
2 Sylla ·
4 Tshibuabua ·
6 Cachbach ·
8 Kilota ·
9 Elisor ·
10 Marius ·
11 Abanda ·
12 Bernier ·
14 Guillaume ·
15 Lahssaini ·
16 Martin ·
18 Poaty ·
20 Ba ·
21 Sambu ·
23 Lepoint ·
30 Dietsch ·
34 Trémoulet ·
35 Conceição ·
40 Opare ·
52 Serwy ·
53 D'Onofrio ·
61 Silini ·
67 Renzulli ·
70 Solheid ·
Coach: Jeunechamps